# Nikola Šarčević
Nikola Sarcevic (9 de juliol de 1974, a Örebro, Suècia) és el baixista i vocalista de la banda Millencolin, i el seu autor més prolífic. El seu primer àlbum solista va ser Lock-Sport-Krock, en el qual es distancia de l'estil de Millencolin, acostant-se més al country, al rock suau o al pop.

## Discografia
(vegeu també Millencolin)
- Lock-Sport-Krock (2004)
- Lovetrap
- Viola
- Nobody Without You
- Lock-Sport-Krock
- Glue Girl
- You Make My World Go Around
- New Fool
- Goodbye I Die
- Mirror Man
- My Aim Is You
- Vila Rada

- Lovetrap (2004)
- Lovetrap
- Just Me